# Etoro
Etoro, także: Edolo, Etolo – lud papuaski żyjący w Papui-Nowej Gwinei. Ich terytorium obejmuje południowe zbocza Mt. Sisa, wzdłuż południowego skraju pasma nowogwinejskich gór centralnych, w pobliżu Płaskowyżu Papuańskiego. Na gruncie antropologii są znani za sprawą praktykowanych przez nich rytuałów, odbywających się między młodymi chłopcami i dorosłymi mężczyznami z plemienia. Etoro wierzą, że młodzi mężczyźni muszą przyjmować spermę członka starszyzny, dzięki czemu mają osiągnąć status dorosłego mężczyzny oraz dojrzeć w sposób prawidłowy.
Według danych z 1977 roku ich populacja wynosi ok. 400 osób. Według nowszych informacji SIL ich liczebność wynosi ok. 1300 osób.
Posługują się przede wszystkim własnym językiem etoro (edolo, etolo) z postulowanej rodziny transnowogwinejskiej. W użyciu są również inne języki, takie jak beami, huli czy onobasulu.